# Jutta Barth
Jutta Barth (* 22. April 1949 in Stuttgart) ist eine in Berlin lebende bildende Künstlerin.

## Leben und Wirken
Jutta Barth absolvierte 1968 bis 1971 die Ausbildung zur Lehrerin an der PH Esslingen in den Fächern Kunsterziehung und Deutsch. 1971 zog sie nach Berlin und arbeitete als Lehrerin. Zwei Jahre später nahm sie das Psychologie-Studium an der Freien Universität Berlin auf und besuchte daneben Zeichen- und Kunstkurse. Seit 1977 arbeitet sie als Kinder- und Familientherapeutin. 1980 machte sie ihr Diplom in Psychologie.
In der Zeit von 1983 bis 1985 war sie Schülerin bei Ebba Sakel, Frauengalerie „Andere Zeichen“, in Berlin. 1989–1993 nahm sie Kurse an der Freien Kunstschule Berlin und fand 1993 ihr Medium als bildende Künstlerin, das Papierschöpfen, inspiriert von Carla Gänßler. Fortan arbeitete sie als Freie Künstlerin in Berlin. In den Jahren 1999 bis 2001 wirkte sie parallel als Lehrbeauftragte an der Universität Hannover im Fachbereich Ästhetische Bildung. In den Jahren 2002 bis 2004 nahm sie eine Lehrtätigkeit an der Accademia libera natura e cultura in Querceto (Toskana, Italien) an. Dort gab sie Kurse in künstlerischem Papierschöpfen. Seit 2003 erfüllte Jutta Barth nebenberuflich Lehraufträge an der Evangelischen Fachhochschule für Sozialarbeit. Jutta Barth wurde 2007 Mitglied im Verein Berliner Künstler (VBK) und ist seit April 2014 Stellvertretende Vorsitzende.
Ihre Arbeiten umfassen objekthafte Arbeiten sowie Zeichnungen auf handgeschöpftem Recyclingbütten. Seit 2015 stellt sie auch fotografische Arbeiten aus. Sie beschäftigt sich vorwiegend mit dem Spannungsfeld zwischen Mensch und Natur. Jutta Barth arbeitet mit pigmentierter Papiermasse (Pulpe) und Naturmaterialien auf dem Schöpfsieb. In digitaler Form lässt sich die Materialität der Arbeiten aufgrund der haptischen Qualität nur schwer veranschaulichen.
Jutta Barth rief im Frühjahr 2013 die Berliner Künstlergruppe CONNEX_BERLIN ins Leben. Zu der Gruppe gehören Jutta Barth selbst, Jürgen Kellig, Annette Polzer und Siegrid Müller-Holtz. Mit Malerei, Zeichnung, Fotografie, Assemblage und Objekten, umfassen die Arbeiten der Gruppe in den gemeinsamen Ausstellungen ein breites Spektrum zeitgenössischer abstrakter Kunst.
2016, im Jahr des 175-jährigen Jubiläums des Vereins Berliner Künstler, ist sie 2. Vorsitzende.

## Ausstellungen und Werke (Auswahl)
- ENERGY I, Essen – Berlin (2008) Zeche Zollverein und ENERGY II, Berlin Essen (2009) Kommunale Galerie Berlin, ein gemeinsamer Katalog, (2008/2009)
- korreespondencja / korrespondenz, Künstleraustauschprojekt Berlin – Oppeln (Juli 2010), Städtische Galerie: Galeria Sztuki Wspótczesnej – Verein Berliner Künstler, ISBN 978-83-89491-51-0.
- The women artist interchange exhibition of Korea and Germany, Seoul – Berlin – Creatin in Art, Koreanisches Kulturzentrum, Urania Berlin (2012)
- 9ème Salon d’Arts Actuels, Magny en Vexin, Prix des autre techniques (2012)
- 19. Kunstausstellung Natur – Mensch, St. Andreasberg (2013)
- Aktionale II – Das Nakte Sein, Galerie Flierl/Verein Berliner Künstler (2014)
- Netzwerk – Network 3. Internationale Ausstellung, Kunstverein Kulmbach (2014)
- Horizonte – Horyzonty, Interkulturelles Projekt mit Ausstellungen in Gdańsk, Polen und Berlin, Deutschland (2015)[4]

## Auszeichnungen
- Prix des autre techniques – 9ème Salon d’Arts Actuels, Magny en Vexin, 2012

## Mitgliedschaften
- Verein Berliner Künstler (VBK)